# Andy Chong
Andy Chong Weng Kai (* 22. November 1965 in Ipoh) ist ein US-amerikanischer Badmintonspieler malaysischer Herkunft.

## Karriere
Andy Chong nahm 1987 an der Badminton-Weltmeisterschaft teil, schied dort jedoch in der zweiten Runde des Herreneinzels aus. Später wechselte er in die USA und wurde dort mehrfach nationaler Titelträger und gewann ebenso mehrere Male die Boston Open.

## Sportliche Erfolge
| Saison | Veranstaltung              | Disziplin    | Platz | Name                            |
| ------ | -------------------------- | ------------ | ----- | ------------------------------- |
| 1992   | USA: Einzelmeisterschaften | Mixed        | 1     | Andy Chong / Linda French       |
| 1993   | USA: Einzelmeisterschaften | Mixed        | 1     | Andy Chong / Linda French       |
| 1993   | USA: Einzelmeisterschaften | Herreneinzel | 1     | Andy Chong                      |
| 1994   | USA: Einzelmeisterschaften | Mixed        | 1     | Andy Chong / Linda French       |
| 1995   | USA: Einzelmeisterschaften | Mixed        | 1     | Andy Chong / Linda French       |
| 1996   | USA: Einzelmeisterschaften | Mixed        | 1     | Andy Chong / Yeping Tang        |
| 1998   | USA: Einzelmeisterschaften | Mixed        | 1     | Andy Chong / Yeping Tang        |
| 1998   | USA: Einzelmeisterschaften | Herrendoppel | 1     | Andy Chong / Benny Lee          |
| 1998   | Boston Open                | Herrendoppel | 1     | Andy Chong / Kington Hooi       |
| 1998   | Boston Open                | Mixed        | 1     | Andy Chong / Emily Noyes        |
| 1999   | USA: Einzelmeisterschaften | Mixed        | 1     | Andy Chong / Yeping Tang        |
| 1999   | Boston Open                | Mixed        | 1     | Andy Chong / Melinda Keszthelyi |
| 2002   | USA: Einzelmeisterschaften | Mixed        | 1     | Andy Chong / Szilvia Szombati   |
| 2002   | Boston Open                | Mixed        | 1     | Andy Chong / Szilvia Szombati   |
| 2003   | Boston Open                | Herrendoppel | 1     | Andy Chong / Wu Chibing         |
| 2005   | Boston Open                | Mixed        | 1     | Andy Chong / Szilvia Szombati   |